# Камбон, Шарль Антуан
Шарль-Антуан Камбон (фр. Charles-Antoine Cambon; 21 апреля 1802, Париж — 20 октября 1875, Париж) — французский театральный декоратор, сценограф и художник-декоратор интерьера, рисовальщик и акварелист.

## Биография
Шарль-Антуан Камбон начинал как рисовальщик и акварелист. Учился у театрального декоратора Пьера-Люка-Шарля Сисери. В мастерской Сисери Камбон познакомился с Юманите-Рене Филастром (Humanité-René Philastre), который стал его первым и долговременным соавтором.
С 1820 года Камбон посвятил себя театрально-декорационному искусству. Филастр и Камбон совместно принимали заказы на оформление театральных интерьеров и сценические декорации. Они оформляли интерьеры в Ангулеме, Антверпене, Боне, Бресте, Шуазеле, Дижоне, Дуэ, Генте, Лилле, Лионе, Париже и Руане. Филастр и Камбон также создавали оформление оперных спектаклей для Парижа (Королевская академия музыки, Ambigu, Bouffes-Parisiens, Cirque Olympique, Comedie-Française, Délassements-Comiques, Folies-Dramatiques, Porte Saint-Martin), Антверпена (Французский театр), Барселоны (Liceu) и Гента). Известные постановки, в создании которых участвовали Филастр и Камбон, — мировые премьеры спектаклей «Гюстав III» Обера (1833), «Бенвенуто Челлини» Берлиоза (1838), «Фаворитка» Доницетти (1840), «Жидовка» Галеви (1835) и «Бургравы» Гюго (1843). Тем самым они заложили основы художественной сценографии европейского романтизма.
В 1848 году Филастр переехал в Испанию. Камбон нашёл нового соратника в лице талантливого студента Жозефа Тьерри, с которым создавал эпохальные постановки для Шатле, Опера-Комик, Исторического и Лирического театров в Париже. Примеры совместного творчества Камбона и Тьерри включают мировые премьеры опер Берлиоза «Троянцы в Карфагене» (1863), «Фауст» (1859) и «Царица Савская» (1862) Гуно, «Пророк» (1849) и «Африканка» (1865) Мейербера, «Иерусалим» (1847) и «Дон Карлос» (1867) Верди, «Тангейзер» Вагнера (1861).
После преждевременной смерти Тьерри в 1866 году Камбон продолжал работать один на сценах Каира и Парижа (Одеон, Опера и Водевиль), оформляя мировые премьеры «Коппелии» Делиба (1870) и «Гамлета» Тома (1868), а также большое количество ранних постановок на сцене новопостроенной оперы Гарнье (в том числе «Дон Жуан», «Фауст», «Фаворитка», «Вильгельм Телль», «Гамлет», «Гугеноты», «Жанна д’Арк» и «Иудейка»). Камбон должен был стать одним из художников-постановщиков премьеры «Аиды» Верди (1871), но выбыл из постановки по неизвестным обстоятельствам.
В своей сценической студии по адресу 3 rue Neuve-Samson Камбон обучал многих учеников. Среди его учеников были Антуан Лавастр и Эжен Луи Карпеза (его официальные преемники), Шере, Жан-Эмиль Даран, Селестин-Франсуа-Луи Госс, Эжен Лакост, Жюль-Фредерик Ле Гофф, Франческо Солер Ровироза и Анджело Квальо Второй.
Шарль-Антуан Камбон был одним из главных художников-декораторов Парижской оперы (с 1833 по 1873 год), в то время, когда постановки были тщательно продуманными и зрелищными. Иногда в постановке принимали участие до семи художников-декораторов; Камбон специализировался на архитектурных декорациях.
В 1869 году Камбон получил орден Почётного легиона. Среди его хороших знакомых были Бальзак, Проспера Мериме и Стендаль. Сообщается, что на панихиде Камбона в Сен-Дени-дю-Сакреман и последующем захоронении на кладбище Монмартр присутствовали Камиль дю Локль, Эмиль Перрен и Эдуар Тьерри, а также вся труппа Парижской оперы.
- Декорации Камбона и их эскизы
- Театр замка Шиме. Единственная из сохранившихся декораций Камбона. 1860–1863
- Совместно с Ю.-Р. Филастром. Эскиз декорации II акта постановки пьесы В. Гюго «Бургграфы». 1843
- Эскиз декорации к III акту третьей сцены постановки оперы Нидермейера «Роберт Брюс». 1846. Бумага, акварель, гуашь, тушь, перо, кисть
- Эскиз декорации к III акту второй сцены премьерной постановки оперы Ш. Гуно «Фауст». 1869. Холст, темпера
- Эскиз декорации к V акту второй сцены оперы Фроманталя Галеви «Королева Кипра». Премьерная постановка 22 декабря 1841 года в театре Лепелетье. Бумага, карандаш, акварель, гуашь
- Эскиз декорации к IV акту оперы Фроманталя Галеви «Королева Кипра». Премьерная постановка 22 декабря 1841 года в театре Лепелетье. Бумага, карандаш, акварель, гуашь
- Эскиз декораций к III акту, первой сцены оперы Л. Бертен «Эсмеральда»
- Эскиз декорации IV акта, первой картины постановки Ж. Ф. Галеви «Вечный жид». 1852. Бумага, перо, кисть, тушь, белила. Национальная библиотека Франции, Париж